# 30. korpus (Pakistan)
30. korpus je operativni korpus Pakistanske kopenske vojske.

## Organizacija
- Poveljstvo
- 8. pehotna divizija
- 15. pehotna divizija
- 2. artilerijska divizija
- 2. samostojna oklepna brigada
- Samostojna protioklepna brigada
- Samostojna artilerijska brigada